# جورج إي. كاري
جورج إي. كاري (بالإنجليزية: George E. Curry)‏ هو صحفي أمريكي، ولد في 23 فبراير 1947، وتوفي في 20 أغسطس 2016.

## وصلات خارجية
- جورج إي. كاري على موقع إن إن دي بي (الإنجليزية)